# Anaxibia rebai
Anaxibia rebai là một loài nhện trong họ Dictynidae.
Loài này thuộc chi Anaxibia. Anaxibia rebai được Benoy Krishna Tikader miêu tả năm 1966.